# Piet Hohmann
Piet Hohmann (Ginneken, 24 januari 1935 – Oosterhout, 31 december 2017) was een Nederlands beeldhouwer, schilder, tekenaar, graveur en medailleur.

## Leven en werk
Piet Hohmann werd geboren in Ginneken als zoon van huisarts Frans Hohmann en diens vrouw Maria Henriëtte Asselbergs. Het gezin verhuisde kort daarna naar Oosterhout. Hij kreeg zijn eerste lessen van zijn oom, de schilder Jan Hohmann, en studeerde verder aan de Academie voor Beeldende Kunsten Sint-Joost in Breda, als leerling van onder anderen Jan Sleper. Na zijn studie vertrok hij naar Amsterdam, waar hij een aantal jaren werkte bij het Reclamebureau NPP. In 1968 keerde hij terug naar Oosterhout en richtte daar met zijn vrouw de tekenschool H19 op, hij gaf er tot 2000 les. Hij gaf daarnaast van 1976 tot 1989 les aan de Bredase academie. Hohmann maakte diverse werken voor de openbare ruimte, twee van zijn bekendste in Oosterhout zijn diens meer dan levensgrote fiets en bromtol. Hij maakte verder onder andere gravures, penningen en kleinplastiek. In 2011 sloot Hohmann zich aan bij het kunstenaarscollectief BOCK (Broedplaats Oosterhoutse Cultuur en Kunst). Vanwege de ziekte van Alzheimer moest hij in 2017 afscheid nemen. Door BOCK werd ter gelegenheid daarvan een documentaire en een app gemaakt waarin aandacht wordt geschonken aan zijn werk. Hohmann overleed 31 december 2017 op 81-jarige leeftijd.

## Enkele werken
- Kaaiendonkse insignes (1976-1983).[7]
- Drie dikbuikige heren (1984), Basiliekplein, Oosterhout. Het beeld is gestolen.
- Zwerffiets, Witte fiets, ook De fiets van Piet (1991), Beneluxweg, Oosterhout.
- De Witte fiets, Liniestraat, Breda.
- penning 50 jaar Breda vrij (1994).
- De Klappeijkes (1994), twee bronzen sculpturen op Amsterdammertjes in de Klappeijstraat, Oosterhout.
- Bromtol (1999) op rotonde aan de Weststadweg, Oosterhout.
- By-pass momenten in de hal van het Bravis Ziekenhuis in Bergen op Zoom.

## Galerij

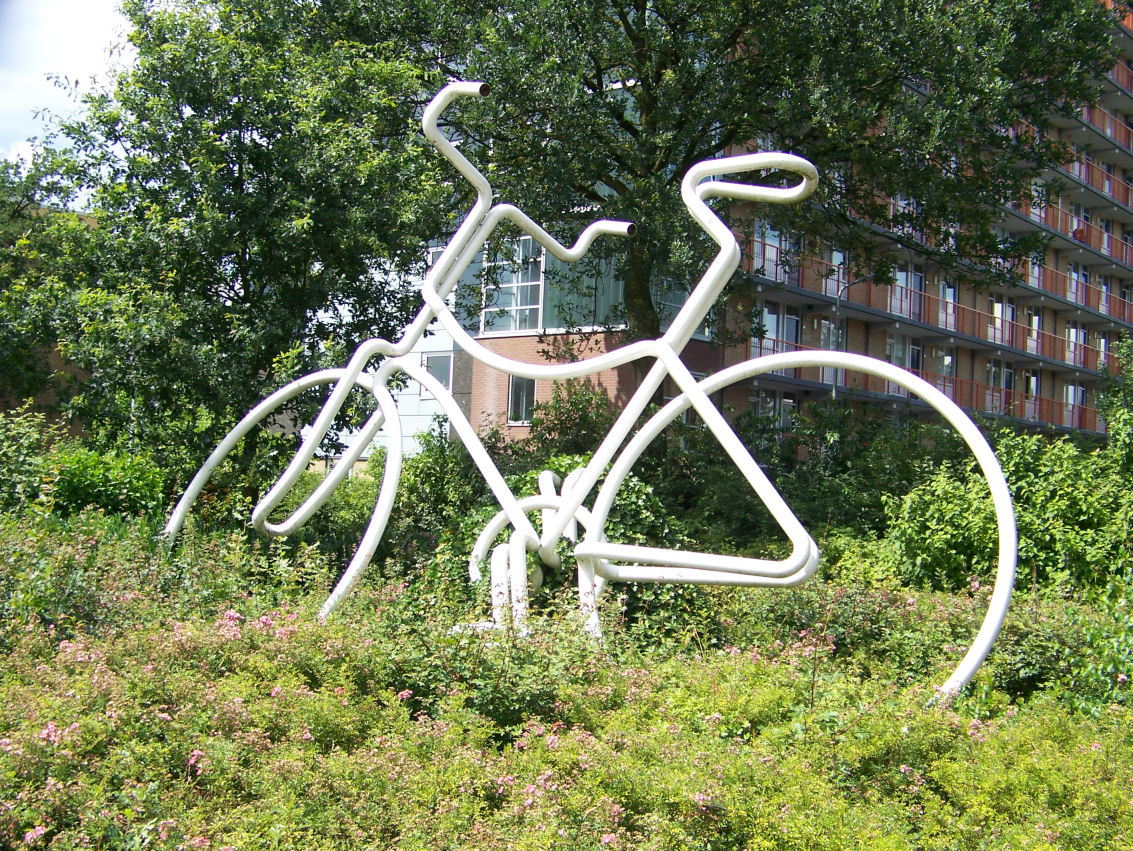
Zwerffiets (1991)
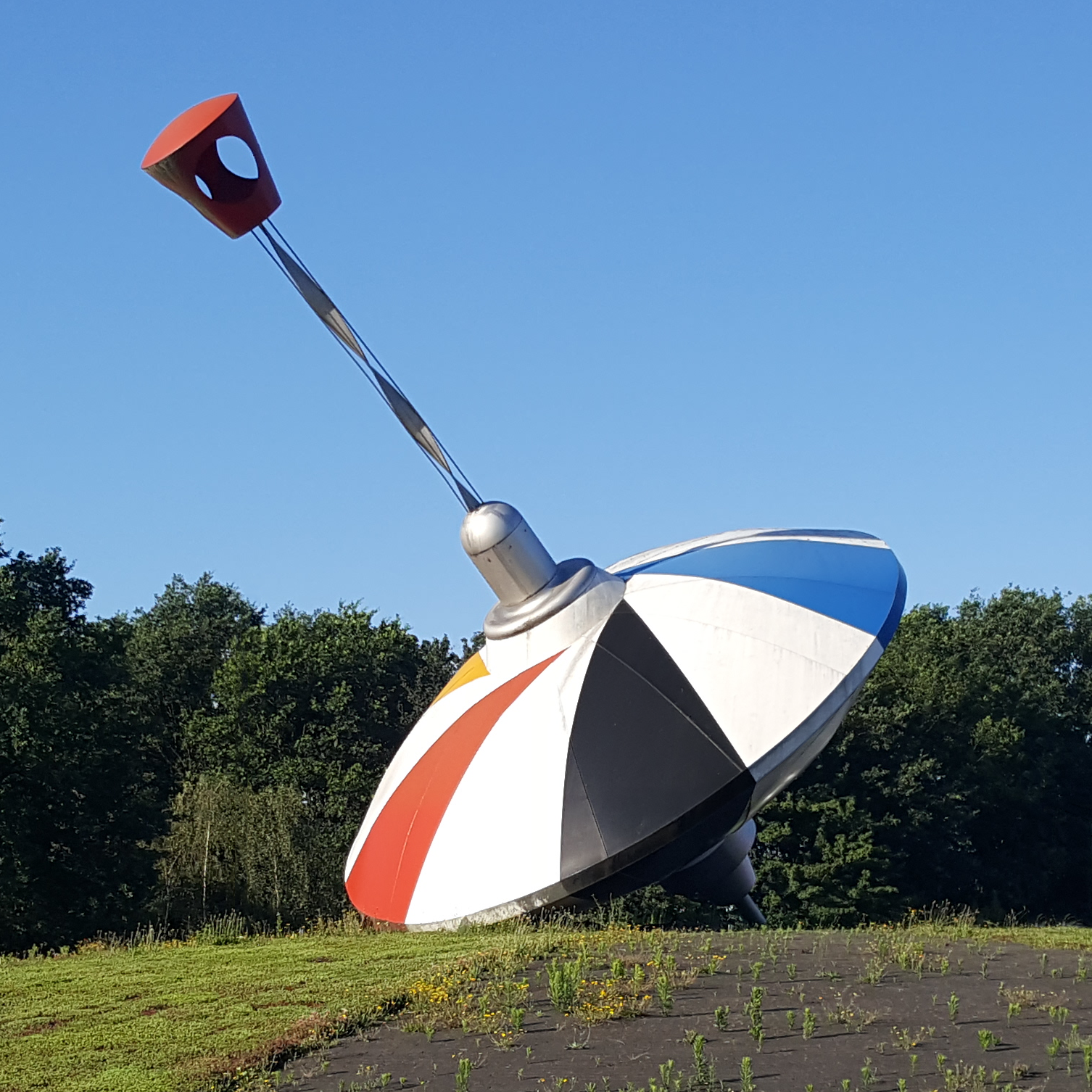
Bromtol (1999)
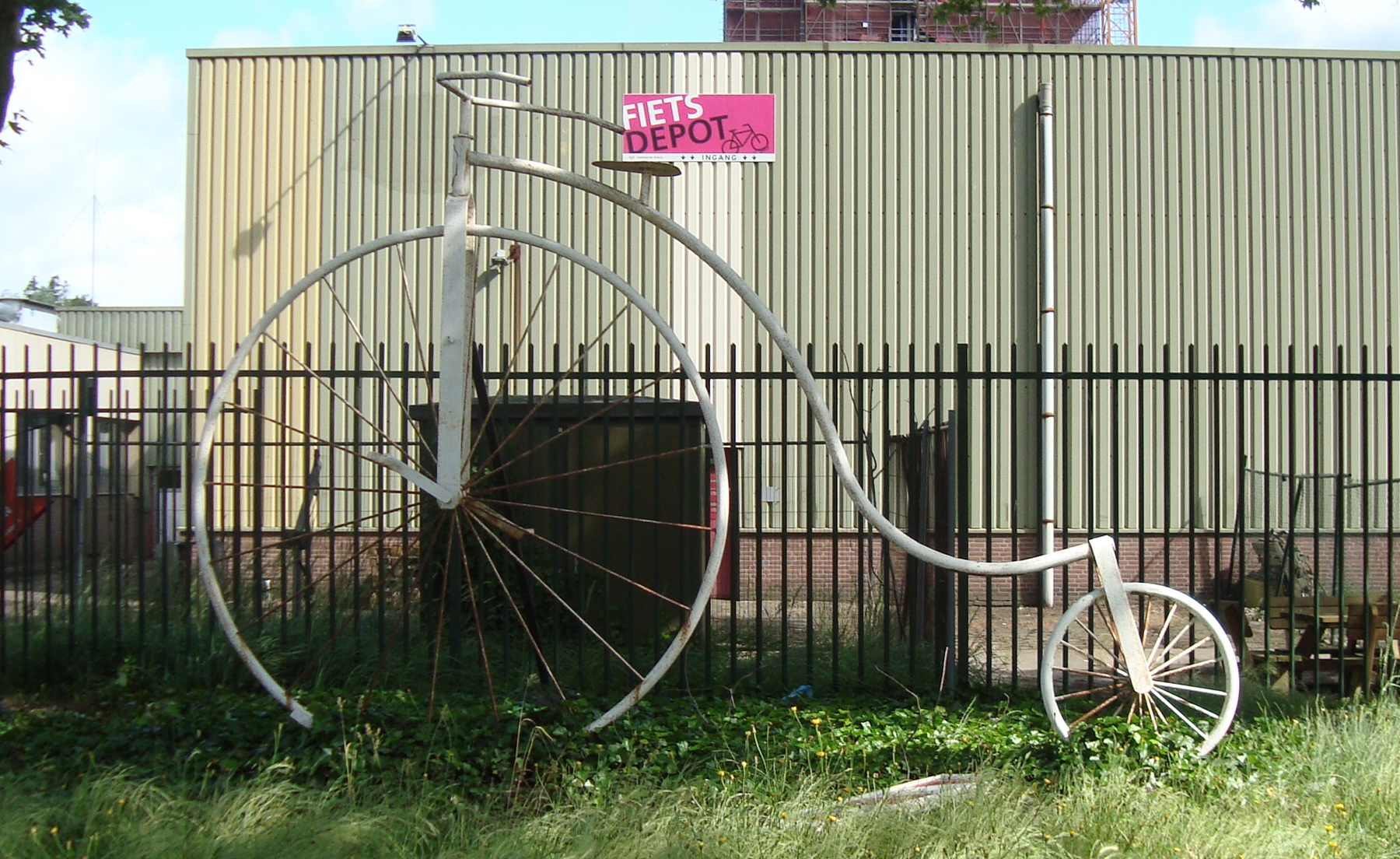
De witte fiets (1992)